# شهرستان لینگچوان (شانشی)
شهرستان لینگچوان  (به انگلیسی: Lingchuan County) یک شهرستان در چین است که در جینچن واقع شده‌است.